# William Martínez
William Ruben Martínez Carreras (Pueblo Victoria, 13 gennaio 1928 – 28 dicembre 1997) è stato un calciatore uruguaiano di ruolo difensore, campione del mondo nel 1950 con la Nazionale uruguaiana.

## Carriera

### Club
Martínez iniziò a giocare nello Sportivo Alba e successivamente nelle giovanili del Nacional di Montevideo. Arrivò in prima squadra nel 1943 e vi rimase fino al 1946, vincendo 2 campionati uruguaiani proprio al suo primo e ultimo anno di militanza.
Nel 1947 si trasferì al Racing Montevideo e l'anno seguente al Rampla Juniors, in cui rimase fino al 1954.
Dal 1955 al 1962 giocò nel Peñarol, con cui vonse altri 5 campionati nazionali, una Coppa Libertadores e una Coppa Intercontinentale.
Nel 1963 tornò al Rampla Juniors, por poi trasferirsi ai colombiani dell'Atlético Junior e successivamente tornare nuovamente al Rampla Juniors.
Nel 1969 passò al Fénix e nel 1970 al Central, dove chiuse la carriera a 42 anni.

### Nazionale
Martínez conta 54 presenze e 2 gol con la Nazionale uruguaiana, con cui esordì il 2 dicembre 1950 contro il Cile (5-1).
Fece parte della selezione che vinse i Mondiali nel 1950, dove tuttavia non scese mai in campo, e di quella che conquistò il Campionato Sudamericano nel 1956.
È stato convocato anche per i Mondiali del 1954 (4º posto) e del 1962 e per il Campionato Sudamericano nel 1953 (3º posto), nel 1955 (4º posto) e nel 1959 in Argentina.

## Palmarès

### Club

#### Competizioni nazionali
- Campionato uruguaiano: 7

Nacional: 1943, 1946
Peñarol: 1958, 1959, 1960, 1961, 1962

#### Competizioni internazionali
- Coppa Libertadores: 2

Peñarol: 1960, 1961
- Coppa Intercontinentale: 1

Peñarol: 1961

### Nazionale
- Campionato mondiale: 1

Brasile 1950
- Campeonato Sudamericano de Football: 1

Uruguay 1956